# Pouyastruc
Pouyastruc település Franciaországban, Hautes-Pyrénées megyében. Lakosainak száma 650 fő (2022. január 1.). Pouyastruc Hourc, Bouilh-Péreuilh, Castelvieilh, Collongues, Lizos, Marquerie, Oléac-Debat és Sabalos községekkel határos.

## Népesség
A település népességének változása:
| Lakosok száma | 706  | 721  | 675  | 652  | 647  | 643  | 636  | 650  |
|               | 2013 | 2015 | 2017 | 2018 | 2019 | 2020 | 2021 | 2022 |